# Raymond Ndong Sima
Raymond Ndong Sima (sinh ngày 23 tháng 1 năm 1955), là chính khách người Gabon. Ngày 7 tháng 9 năm 2023, ông được tổng thống tự xưng Brice Clotaire Oligui Nguema bổ nhiệm làm thủ tướng lâm thời sau cuộc đảo chính lật đổ Tổng thống Ali Bongo Ondimba.